# Matthew Mercer
Matthew Christopher Miller (29 de junho de 1982), mais conhecido como Matthew Mercer, é um dublador e dungeon master estadunidense. Ele realizou trabalhos em animes, desenhos animados, e jogos eletrônicos.
Nos animes, Mercer deu voz ao Levi Ackerman de Attack on Titan, Kiritsugu Emiya em Fate/Zero, Jotaro Kujo em JoJo's Bizarre Adventure, Aikurō Mikisugi em Kill la Kill, Kanji Tatsumi na segunda metade de Persona 4: The An, a segunda voz de Yamato e Pain em Naruto, Trafalgar Law na redublagem da Funimation de One Piece, Hit em Dragon Ball Super, e Leorio em Hunter x Hunter (2011). 
Nos jogos, ele dublou Leon S. Kennedy em Resident Evil 6, Chrom e Ryoma em Fire Emblem, Jack Cooper em Titanfall 2, Cassidy em Overwatch, Yusuke Kitagawa em Persona 5, MacCready em Fallout 4, Edér Teylecg em Pillars of Eternity, Gangplank e o lobo da Kindred em League of Legends.
Além de seu trabalho com dublagem, Mercer também é o dungeon master da websérie que co-criou, Critical Role.

## Biografia
Mercer nasceu em 29 de junho de 1982, na West Palm Beach, Flórida. Ele estudou na Agoura High School, em Agoura Hills, Califórnia.

## Carreira
Mercer começou sua carreira performando murmúrios e dublando personagens secundários em diversos animes japoneses, além de trabalhar em desenhos animados, jogos eletrônicos, e comerciais de rádio. Ele participou de convenções ao redor do mundo, como Anime Expo e Anime Matsuri. Ele dirigiu e produziu a websérie There Will Be Brawl, baseada na série de jogos Super Smash Bros., onde ele dublou o Kirby e o Meta Knight, além de interpretar o Ganondorf.
Posteriormente, Mercer se tornou mais conhecido devido ao sucesso da websérie de role-playing que co-criou e atua como dungeon master, Critical Role, inicialmente produzida pelo Geek & Sundry, onde vários outros colegas dubladores participam de sua campanha de Dungeons & Dragons. O trabalho de Mercer como dungeon master levou ao desenvolvimento de dois livros de campanha sendo publicados sobre o seu mundo, Exandria. O primeiro sendo o Tal'Dorei Campaign Setting, publicado através da Green Ronin Publishing em 2017. O segundo sendo o Explorer's Guide to Wildemount, publicado pela Wizards of the Coast em 2020, tornando assim o mundo de Exandria e o cenário de campanha de Critical Role um material oficial de Dungeons & Dragons.
Em 2016, Mercer atuou como dungeon master para Force Grey: Giant Hunters, que durou duas temporadas. Em 2017, foi o dungeon master para o show CelebriD&D, onde celebridades jogavam campanhas curtas juntos de outros jogadores experientes.

## Vida pessoal
Mercer se casou com a colega dubladora e co-criadora de Critical Role, Marisha Ray, em 21 de outubro de 2017.[carece de fontes?]

## Filmografia

### Dublagens

#### Animes
| Ano             | Título                                       | Papel                               | Observação                                              | Fonte         |
| --------------- | -------------------------------------------- | ----------------------------------- | ------------------------------------------------------- | ------------- |
| 2012            | Nura: Rise of the Yokai Clan – Demon Capital | Rihan Nura                          |                                                         | [ 11 ]        |
| 2013            | Persona 4: The Animation                     | Kanji Tatsumi                       | Voz substituta                                          | [ 12 ]        |
| 2013–2018       | Naruto: Shippuden                            | Yamato, outros                      | Voz substituta                                          | [ 12 ]        |
| 2013            | Fate/Zero                                    | Kiritsugu Emiya                     |                                                         | [ 13 ] [ 12 ] |
| 2013            | K                                            | Kuroh Yatogami                      |                                                         | [ 14 ]        |
| 2013            | Digimon Fusion                               | Reapmon, Beelzemon, Omnimon, outros |                                                         | [ 12 ]        |
| 2014-presente   | Sword Art Online                             | Kikuoka Seijirou                    | Aparece inicialmente em edição extra                    | [ 12 ]        |
| 2014            | Magi: The Labyrinth of Magic                 | Sinbad                              |                                                         | [ 15 ]        |
| 2014–presente   | Attack on Titan                              | Levi Ackerman                       |                                                         | [ 16 ]        |
| 2014–2015       | Kill la Kill                                 | Aikuro Mikisugi                     | Também no OVA                                           | [ 17 ]        |
| 2014            | Gargantia on the Verdurous Planet            | Chamber                             |                                                         | [ 18 ]        |
| 2014            | Rock Lee & His Ninja Pals                    | Might Guy                           |                                                         | [ 12 ]        |
| 2015            | One Piece                                    | Trafalgar Law                       | Dublagem da Funimation                                  | [ 19 ]        |
| 2015            | Sailor Moon                                  | Demande                             | Dublagem da Viz Media                                   | [ 20 ]        |
| 2015–2016       | Aldnoah.Zero                                 | Koichiro Marito                     |                                                         | [ 21 ]        |
| 2015            | Fate/stay night: Unlimited Blade Works       | Kiritsugu Emiya                     | Série de TV                                             | [ 22 ]        |
| 2015            | Attack on Titan: Junior High                 | Levi Ackerman                       |                                                         | [ 23 ]        |
| 2015            | Daimidaler the Sound Robot                   | Kouichi                             |                                                         | [ 24 ]        |
| 2016            | Brothers Conflict                            | Yusuke Asahina                      |                                                         | [ 25 ]        |
| 2016            | Sailor Moon Crystal                          | Demande                             |                                                         | [ 20 ]        |
| 2016–2017, 2019 | Hunter × Hunter                              | Leorio Paladiknight                 | Série de 2011                                           | [ 26 ]        |
| 2016            | Black Butler: Book of Circus                 | Joker                               |                                                         | [ 27 ]        |
| 2016            | Fairy Tail                                   | Silver Fullbuster                   |                                                         | [ 28 ]        |
| 2016            | Sengoku Basara: End of Judgement             | Mitsunari Ishida                    |                                                         | [ 29 ]        |
| 2017-2019       | JoJo's Bizarre Adventure                     | Jotaro Kujo                         | Stardust Crusaders, Diamond Is Unbreakable, Golden Wind | [ 30 ]        |
| 2017–2019       | Dragon Ball Super                            | Hit                                 | Dublagem da Funimation                                  | [ 31 ]        |
| 2019            | Boruto: Naruto Next Generations              | Yamato                              |                                                         | [ 12 ]        |
| 2019            | Ultraman                                     | Narrador, Bemular, outros           | Netflix ONA                                             | [ 12 ]        |
| 2019            | Demon Slayer: Kimetsu no Yaiba               | Kagaya Ubuyashiki                   |                                                         | [ 32 ]        |
| 2020            | Ghost in the Shell: SAC_2045                 | Personagens secundários             | Netflix ONA                                             | [ 12 ]        |
| 2020            | Persona 5: The Animation                     | Yusuke Kitagawa                     |                                                         | [ 12 ]        |

#### Animação
| Ano       | Título                      | Papel                                             | Obs      | Fonte                |
| --------- | --------------------------- | ------------------------------------------------- | -------- | -------------------- |
| 2011–2012 | ThunderCats                 | Tygra                                             |          | [ 12 ]               |
| 2013      | Beware the Batman           | Ice Pick Joe                                      |          | [ 12 ]               |
| 2015      | DC Super Friends            | Superman, Two-Face                                |          | [ 33 ] [ 34 ]        |
| 2015      | Wabbit                      | Bigfoot                                           |          | [ 12 ]               |
| 2016      | Regular Show                | Chancer Sureshot, Recap Robot, outros             |          | [ 35 ] [ 36 ] [ 37 ] |
| 2017–2019 | Avengers Assemble           | Hercules, Tiger Shark, outros                     |          | [ 12 ]               |
| 2017      | Marvel's Spider-Man         | Aleksei Sytsevich / Rhino, outros                 |          | [ 38 ] [ 39 ]        |
| 2017      | Zak Storm                   | Golden Bones                                      |          | [ 12 ]               |
| 2017      | Freedom Fighters: The Ray   | Black Arrow, Doll Man, Oliver Queen / Green Arrow | Websérie | [ 40 ] [ 41 ]        |
| 2018      | Voltron: Legendary Defender | Lieutenant Hepta                                  |          | [ 12 ]               |
| 2020      | Blood of Zeus               | Hermes                                            | Websérie | [ 12 ]               |

#### Filmes
| Ano  | Título                  | Papel           | Observação          | Fonte                |
| ---- | ----------------------- | --------------- | ------------------- | -------------------- |
| 2017 | Resident Evil: Vendetta | Leon S. Kennedy | Lançamento limitado | [ 42 ] [ 43 ] [ 44 ] |
| 2019 | Promare                 | Gueira          | Lançamento limitado | [ 45 ]               |
| 2019 | One Piece: Stampede     | Trafalgar Law   | Lançamento limitado | [ 46 ]               |

| Ano  | Título                                        | Papel                                         | Observação | Fonte         |
| ---- | --------------------------------------------- | --------------------------------------------- | ---------- | ------------- |
| 2012 | Fullmetal Alchemist: The Sacred Star of Milos | Melvin Voyager                                |            | [ 12 ]        |
| 2012 | Resident Evil: Damnation                      | Leon S. Kennedy                               |            | [ 12 ]        |
| 2013 | Iron Man: Rise of Technovore                  | Tony Stark / Iron Man                         |            | [ 12 ]        |
| 2013 | Leo the Lion                                  | Maximus Elephante                             |            | [ 12 ] [ 47 ] |
| 2014 | Justice League: War                           | Guard                                         |            | [ 12 ]        |
| 2014 | Naruto Shippuden the Movie: Blood Prison      | Mui                                           |            | [ 48 ]        |
| 2014 | Avengers Confidential: Black Widow & Punisher | Tony Stark / Iron Man, Clint Barton / Hawkeye |            | [ 12 ]        |
| 2014 | One Piece Film: Z                             | Bins                                          |            | [ 12 ]        |
| 2015 | Tiger & Bunny: The Rising                     | Richard Max                                   |            | [ 49 ]        |
| 2015 | Batman Unlimited: Animal Instincts            | Wealthy Jock                                  |            | [ 12 ]        |
| 2015 | Marvel Super Hero Adventures: Frost Fight!    | Captain America, Gingerbread Men              |            | [ 12 ]        |
| 2016 | Batman: Bad Blood                             | Hellhound, Chuckie Sol                        |            | [ 12 ]        |
| 2017 | K: Missing Kings                              | Kuroh Yatogami                                |            | [ 50 ]        |

#### Jogos eletrônicos
| Ano  | Título                                       | Papel                                | Observação                      | Fonte         |
| ---- | -------------------------------------------- | ------------------------------------ | ------------------------------- | ------------- |
| 2004 | Ace Combat 5: The Unsung War                 | Albert Genette                       |                                 | [ 12 ]        |
| 2008 | World of Warcraft                            | Overthane Balagarde                  |                                 | [ 12 ]        |
| 2009 | Street Fighter IV                            | Fei Long                             |                                 | [ 12 ]        |
| 2009 | Star Ocean: The Last Hope                    | Edge Maverick                        |                                 | [ 12 ]        |
| 2009 | Brütal Legend                                | Gravedigger                          |                                 | [ 12 ]        |
| 2010 | No More Heroes: Desperate Struggle           | Skelter Helter, Bishop Shidax        |                                 | [ 12 ]        |
| 2010 | Super Street Fighter IV                      | Fei Long                             |                                 | [ 12 ]        |
| 2011 | Mortal Kombat                                | Kurtis Stryker                       |                                 | [ 12 ] [ 51 ] |
| 2011 | Rune Factory: Tides of Destiny               | James                                |                                 | [ 12 ]        |
| 2012 | Soulcalibur V                                | Z.W.E.I.                             |                                 | [ 12 ]        |
| 2012 | Dead or Alive 5                              | Bayman                               |                                 | [ 12 ]        |
| 2012 | Resident Evil 6                              | Leon S. Kennedy                      |                                 | [ 52 ] [ 53 ] |
| 2013 | Fire Emblem: Awakening                       | Chrom                                |                                 | [ 12 ] [ 54 ] |
| 2013 | Aliens: Colonial Marines                     | Keyes                                |                                 | [ 12 ]        |
| 2013 | Gears of War: Judgment                       | Soldado Onyx, outros                 |                                 | [ 55 ]        |
| 2013 | Batman: Arkham Origins                       | Anarky                               |                                 | [ 12 ]        |
| 2013 | Knack                                        | Gundahar                             |                                 | [ 12 ]        |
| 2013 | République                                   | Prizrak                              |                                 | [ 12 ]        |
| 2014 | Metal Gear Solid V: Ground Zeroes            | The Eye, Prisioneiro 12282           |                                 | [ 12 ]        |
| 2014 | Destiny                                      | Guarda                               | Também fez captura de movimento | [ 12 ] [ 56 ] |
| 2014 | Persona 4 Arena Ultimax                      | Kanji Tatsumi                        |                                 | [ 12 ] [ 57 ] |
| 2014 | Super Smash Bros. for Nintendo 3DS / Wii U   | Chrom                                |                                 | [ 12 ]        |
| 2014 | Tenkai Knights: Brave Battle                 | Guardian Zephyrus                    |                                 | [ 12 ]        |
| 2014 | World of Warcraft: Warlords of Draenor       | Kilrogg Deadeye                      |                                 | [ 58 ]        |
| 2015 | Saints Row: Gat out of Hell                  | Gallows Dodger, Demônios, Blackbeard |                                 | [ 12 ] [ 59 ] |
| 2015 | Evolve                                       | Abe                                  |                                 | [ 12 ]        |
| 2015 | Final Fantasy Type-0 HD                      | Trey                                 |                                 | [ 12 ] [ 60 ] |
| 2015 | Pillars of Eternity                          | Edér, Aloth, outros                  |                                 | [ 61 ] [ 62 ] |
| 2015 | Batman: Arkham Knight                        | Robin                                |                                 | [ 63 ]        |
| 2015 | League of Legends                            | Gangplank, Kindred (Lobo)            |                                 | [ 12 ] [ 64 ] |
| 2015 | Fallout 4                                    | MacCready, Z1-14                     |                                 | [ 12 ] [ 65 ] |
| 2015 | Xenoblade Chronicles X                       | Lao                                  |                                 | [ 12 ]        |
| 2016 | Naruto Shippuden: Ultimate Ninja Storm 4     | Pain, Oito Caudas (Gyuki)            |                                 | [ 12 ] [ 66 ] |
| 2016 | Fire Emblem Fates                            | Ryoma, Shigure, Azama, Chrom         |                                 | [ 12 ]        |
| 2016 | Mighty No. 9                                 | Mighty No. 1 Pyrogen                 |                                 | [ 12 ] [ 67 ] |
| 2016 | Overwatch                                    | Cassidy                              |                                 | [ 68 ] [ 69 ] |
| 2016 | Zero Time Dilemma                            | Sigma Klim                           |                                 | [ 12 ] [ 70 ] |
| 2016 | Final Fantasy XV                             | Cor Leonis                           |                                 | [ 12 ] [ 71 ] |
| 2016 | Titanfall 2                                  | Jack Cooper                          |                                 | [ 12 ]        |
| 2017 | Kingdom Hearts HD 2.8 Final Chapter Prologue | Ira                                  |                                 | [ 12 ]        |
| 2017 | Fire Emblem Heroes                           | Ryoma, Chrom, Azama, Shigure         |                                 | [ 12 ] [ 72 ] |
| 2017 | Injustice 2                                  | Deadshot                             |                                 | [ 73 ]        |
| 2017 | Batman: The Enemy Within                     | Mr. Freeze, outros                   |                                 | [ 12 ]        |
| 2017 | Star Wars Battlefront II                     | Luke Skywalker                       |                                 | [ 12 ]        |
| 2018 | Dragon Ball FighterZ                         | Hit                                  |                                 | [ 12 ]        |
| 2018 | Super Smash Bros. Ultimate                   | Chrom                                |                                 | [ 12 ]        |
| 2018 | Lego DC Super-Villains                       | Nightwing, Deadshot                  |                                 | [ 74 ]        |
| 2019 | Kingdom Hearts III                           | Ira                                  |                                 | [ 12 ]        |
| 2019 | Death Stranding                              | The Ludens Fan, AED, outros          |                                 | [ 12 ]        |

### Live-action

#### Filmes
| Ano  | Título                   | Papel   | Observação                        | Fonte               |
| ---- | ------------------------ | ------- | --------------------------------- | ------------------- |
| 2015 | Mythica: The Darkspore   | Szorlok | Estreou na CONtv                  | [ 75 ] [ 76 ]       |
| 2015 | Mythica: The Necromancer | Szorlok | Estreou na CONtv                  | [carece de fontes?] |
| 2016 | Mythica: The Iron Crown  | Szorlok | Financiado através do Kickstarter | [ 77 ] [ 78 ]       |
| 2016 | Mythica: The Godslayer   | Szorlok |                                   | [ 79 ] [ 80 ]       |

#### Webséries
| Ano           | Título        | Papel          | Observação                                                         | Fonte         |
| ------------- | ------------- | -------------- | ------------------------------------------------------------------ | ------------- |
| 2015-presente | Critical Role | Dungeon Master | Websérie de role-playing de Dungeons & Dragons, criador e produtor | [ 5 ]         |
| 2016–2017     | Force Grey    | Dungeon Master | Websérie de D&D do Nerdist e Geek & Sundry                         | [ 9 ] [ 81 ]  |
| 2015–2018     | CelebriD&D    | Dungeon Master | Websérie de D&D com celebridades convidadas                        | [ 82 ] [ 83 ] |